# 川田妙子
川田妙子（日语：／ Kawata Taeko，1965年3月20日—），日本女性配音員。出身於東京都。身高155cm。O型血。

## 簡介
舊藝名山田妙子（やまだ たえこ）。現為自由身，原屬81 Produce（2010年離所）。
2019年10月1日，成立個人事務所「合同會社」，並開設私塾。

## 人物、特色
實踐商業高等學校畢業。老家開洋菓子店，高中時期利用夜間和假日在聲優訓練學校學習。之後通過81 Produce的新人徵選。
出道作是1986年電視動畫（飾演喵）。
除了參加日本動畫配音以外，川田也曾為播出8年的美國電視影集《歡樂滿屋》擔任主角雙胞胎演員歐森姊妹的日語配音而為人熟悉，以及在後來的電影《歐森姊妹之巴黎假期》和另一齣電視影集《Two of a Kind》與金井美香一起擔任。因此與金井被公認在幼年女子、少女的配音常出現。
1997年，在新版《怪博士與機器娃娃》擔任主角則卷阿拉蕾的配音，而播出時的反應兩極。此外也是第一位由小山茉美以外的配音員擔任則卷阿拉蕾的聲音。
2000年末至2001年產休期間。其電視動畫《科學小飛喵》角色小咪／科學女飛喵曾由金井代替（但後來決定由金井接任）。包括兒童電視節目《遊戲捉迷藏》角色和遊戲《音速小子大集合》的艾咪蘿絲由本井英美代替，的由を望月久代代替。
從事配音工作以來，另外還有和同行田中敦子組成雙人聲優組合「Windy's murmur」。

## 演出
粗體字表示主要角色。

### 電視動畫
年份不詳
- 海螺小姐（野澤理香）

1986年
- （喵）

1990年
- 幸福的三丁目（日语：三丁目の夕日）
- 櫻桃小丸子（1990～，土橋年子〈第2代〉、女孩子、舞蹈家3）
- 魔法天使甜蜜薄荷（普琳）

1991年
- 朱古力小精靈（日语：おばけのホーリー）（番茄番茄）
- 麵包超人（1991～，蘋果王子、小綠））、〈初代〉、門吉〈第5代〉）
- 小小妖怪阿奇、柯奇、索奇（索奇）
- 校園七大不可思議神秘事件（日语：ハイスクールミステリー学園七不思議）（由紀）
- 我與我 兩個綠蒂（伊爾絲·默克）

1992年
- 風中少女 金髮珍妮（山姆）
- 蔬果村的故事（ボンボン、香蕉夫人）
- 法蘭德斯之犬 我的帕特拉許（日语：フランダースの犬 ぼくのパトラッシュ）（皮皮）
- 南國少年奇小邪（テヅカくん）

1993年
- 可愛巧虎島
- 美少女戰士系列（1993～1995，佐山美惠、桃原桃子）3系列

1994年
- 蠟筆小新（1994～2010，瑠奈、美容師）
- 人小鬼大特別篇 祭滿滿！（花子）
- 幸運超人（園童、奇麗田見代的朋友）
- 咕嚕咕嚕魔法陣（イルク）

1995年
- 愛天使傳說（おひ魔）
- 小紅豆（西野薰）
- Oz Kids（日语：オズ・キッズ）（鮑莉絲）

1996年
- 天才寶貝（菊子）
- 酷妹當家（靜〈初代〉）
- 浪客劍心（吾郎、雪）

1997年
- 怪博士與機器娃娃 (1997年版)（則卷阿拉蕾[6]、空豆豆）
- 大運動會（王鈴花）

1998年
- 庫洛魔法史（橘優希）
- 女棒甲子園（毛利寧寧[7]）
- 神奇寶貝（小皮卡丘）
- 炸彈人 彈珠人爆外傳（天使寶）

1999年
- 極道君漫遊記（日语：ゴクドーくん漫遊記）（菜野）
- 六翼天使之聲（日语：セラフィムコール）（寺本蒲公英）
- 天使不設防！（嬰兒機器人）
- 哆啦A夢 (大山羨代版)（少女、少年A、梅鈴）
- 布布恰恰（瑪莉）
- 炸彈人 彈珠人爆外傳V（女神寶）

2000年
- 週刊故事樂園（日语：週刊ストーリーランド）（女孩）
- 學校怪談（白金雪）
- 哈姆太郎（ミネコちゃん）
- 科學小飛喵（小咪／科學女飛喵〈初代〉）

2001年
- 彗星公主（〈小皮球〉）
- 沙漠的海賊！隊長庫珀（日语：砂漠の海賊!キャプテンクッパ）（佩佩洛）
- 小小雪精靈（佳諾）

2002年
- 我們這一家（小碧）
- 銀河天使 (第3期)（嬰兒）
- 花田少年史（中嶋貴人的妹妹）
- 迷糊天使（紫乃）

2003年
- R.O.D -THE TV-（菱石久美）
- WOLF'S RAIN（納瑟）
- 魔法少年賈修（路西卡）
- 音速小子X（艾咪·蘿絲（日语：エミー・ローズ））
- D·N·ANGEL（檜尾澪）
- ONE PIECE（密莉亞）

2004年
- 阿貴（小蘭）
- 魔法咪路咪路Wonderful（悠太）

2005年
- Hello Kitty's樂園Fresh（日语：キティズパラダイス）（大耳狗喜拿）
- 光之美少女 Max Heart（望）

2006年
- 光之美少女Splash Star（菲莉亞女王）
- 可愛小水滴（日语：ぷるるんっ!しずくちゃん）（2006～2007）2系列

2007年
- 旁邊的兒童 我的火腿組（日语：はたらキッズ マイハム組）（二階堂瑪麗奈）
- BLEACH（美幸）

2008年
- 我家3姊妹（三女·小千、的媽媽、 等）
- 再造人卡辛Sins（尼可）
- D.Gray-man（等級4）
- 野良耳2（日语：のらみみ）
- RoboDz 風雲篇（日语：ロボディーズ -RoboDz- 風雲篇）（艾斯德爾）

2009年
- 青色文學系列「盛開的櫻花林下」（千代）
- 閃亮雙胞胎（立花楓慧）
- 你好 安妮 ～Before Green Gables（哈利·湯瑪斯[8]、珍、羅莎·明頓、羅欽華（貓）、摩根）
- 森林大帝 -勇氣能改變未來-（雷歐）

2010年
- Heartcatch 光之美少女！（2010～2011，希普蕾）
- 企鵝找麻煩Max（2010～2011，貝基納）2系列

2011年
- 決鬥大師Victory（2011～2012，左近／）
- 哆啦A夢 (水田山葵版)（瑪莉亞）2系列
- 元氣媽媽（えみりちゃん）

2012年
- 火影忍者疾風傳（米娜）

2014年
- 抓狂徵信社、真抓狂徵信社（日语：ストレンジ・プラス）（特洛西[9][10]）

2016年
- JoJo的奇妙冒險 不滅鑽石（透明嬰兒／靜·喬斯達、女孩子[11]）

2018年
- 龍族拼圖（2018～2020）

2021年
- 雪雪雪 雪糕君（[12]）

### 電影動畫
1990年
- 麵包超人：一口村的小飯糰人（日语：それいけ!アンパンマン ばいきんまんの逆襲#おむすびまん）（草莓）

1992年
- 劇場版 櫻桃小丸子：我喜歡的歌（土橋年子）
- 劇場版 魔法陣都市2（少女）

1994年
- 蠟筆小新：不理不理王國的秘寶（助之新王子）

1995年
- 劇場版 小紅豆：白色情人節♥我的戀愛機會來了!!（西野薰[13]）

1997年
- 星空小提琴（日语：星空のバイオリン）（小澤僖久二的妹妹）

1999年
- 哆啦A夢七小子：點心娜娜王國（香蕉姊姊）
- 怪博士與機器娃娃：阿拉蕾的終極一擊（則卷阿拉蕾）
- 生之喜悅（日语：ハッピーバースデー 命かがやく瞬間#アニメ映画）（金澤順子）
- MARCO 尋母三千里（茱麗葉）

2001年
- 皮卡丘的心跳捉迷藏（露力麗）

2002年
- 數碼寶貝04無限地帶：古代數碼寶貝復活（劍道獸）

2005年
- 劇場版 光之美少女 Max Heart（馬基斯）
- 玻璃兔（日语：ガラスのうさぎ#アニメ映画）（江井光子）

2007年
- 肉桂狗 the Movie（肉桂狗）

2008年
- 劇場版 Yes！光之美少女5GoGo！甜點王國歡樂的生日聚會♪（巧克娜[14]）

2009年
- 劇場版 企鵝找麻煩：幸福的青鳥（雪村維多利亞）

2010年
- 劇場版 Heartcatch 光之美少女：超級時尚秀在花之都…真的嗎!?（希普蕾）
- 劇場版 光之美少女 All Stars DX2：希望之光☆守護彩虹寶石！（希普蕾、巧克娜）

2011年
- 劇場版 光之美少女 All Stars DX3：傳達到未來！連結世界☆彩虹之花！（希普蕾）

2012年
- 劇場版 光之美少女 All Stars New Stage：未來的朋友（希普蕾）

2015年
- 劇場版 櫻桃小丸子：來自義大利的少年（土橋年子）

2016年
- 蠟筆小新：爆睡！夢世界大作戰（貫庭玉沙希）

2019年
- 劇場版 我家3姊妹（小千[15]）

2021年
- 劇場版 Tropical-Rouge！光之美少女：雪之公主與奇蹟的戒指！（希普蕾[16]）

### OVA
1991年
- 夢回綠園（如月麗名）

1993年
- Dragon Half（日语：ドラゴンハーフ）（碧兒）

1994年
- 新·甜心戰士（ブラックメイドン）

1998年
- 刻之大地 ～花之王國的魔女～（日语：刻の大地）（少女）

2001年
- 瑪琳與大和 不可思議的星期日（瑪琳）

2003年
- 火影忍者 尋找紅色四葉草（嬉野楓）

2004年
- 小魔女DoReMi 童年秘密篇[[[Wikipedia:格式手册/链接#章節|錨點失效]]]（和久望）
- 幻想傳奇 THE ANIMATION（藤林鈴）

2005年
- 鴉 -KARAS-（少女）

2006年
- 10匹青蛙（ショゲカエル）
- （旁白）

2008年
- 柳瀨嵩童話劇場（盧倫·南達）

### 遊戲
1996年
- 新幸運騎士 用餐的騎士們（日语：フォーチュン・クエスト）（露咪、安傑莉卡）

1998年
- 音速小子大冒險（艾咪·蘿絲（日语：エミー・ローズ））
- 幻想傳奇（1998～2006，藤林鈴、艾咪·巴克萊特、露娜、莉莉絲·艾爾隆）2作品
- 益智泡泡龍4（日语：パズルボブル4）（庫嚕嚕）
- 大運動會 Alternative（王鈴花）

1999年
- 袋狼大進擊賽車（普拉）
- 可愛小貓咪（芳西亞）
- 瑪麗亞2 受孕公告之謎（日语：マリア2 受胎告知の謎）（鷲崎瑪麗亞）
- Refrain Love 2（日语：リフレインラブ#リフレインラブ2）（三澤茜）

2001年
- 音速小子大冒險2（艾咪·蘿絲）
- 音速小子大冒險2 對戰（艾咪·蘿絲）

2002年
- 時空幻境 世界傳說 變裝迷宮2（日语：テイルズ オブ ザ ワールド なりきりダンジョン2）
- 幻想傳奇 Vol.1（日语：テイルズ オブ ファンダム Vol.1）（藤林鈴）
- 東京喵喵（赤井蘋果）

2003年
- 音速小子大冒險DX（艾咪·蘿絲）
- 音速小子對戰（日语：ソニックバトル）（艾咪·蘿絲）
- 音速小子群雄（日语：ソニック ヒーローズ）（艾咪·蘿絲）

2004年
- 青涙（日语：青い涙 (ゲーム)）（美留加）
- 音速小子Advance 3（艾咪·蘿絲）

2005年
- 音速小子暗影 The Hedgehog（艾咪·蘿絲）
- 時空幻境 世界傳說 變裝迷宮3（日语：テイルズ オブ ザ ワールド なりきりダンジョン3）

2006年
- 音速小子（艾咪·蘿絲）
- 音速小子滑板競速（日语：ソニックライダーズ）（艾咪·蘿絲）

2007年
- 音速小子與秘密的戒指（日语：ソニックと秘密のリング）（艾咪·蘿絲）
- 經典傳奇Vol.2（日语：テイルズ オブ ファンダム Vol.2）（藤林鈴）
- 瑪利歐&音速小子 AT 北京奧運（艾咪·蘿絲）[注 1]

2008年
- 我家3姊妹DS（2008～2009，三女·小千）
- 蠟筆小新：呼風喚雨的電影樂園大挑戰！（日语：クレヨンしんちゃん 嵐を呼ぶ シネマランド カチンコガチンコ大活劇!）（助之新王子）
- 音速小子世界大冒險（日语：ソニック ワールドアドベンチャー）（艾咪·蘿絲）
- 音速小子滑板競速流星故事（日语：ソニックライダーズ シューティングスターストーリー）（艾咪·蘿絲）

2009年
- 音速小子與黑暗騎士（日语：ソニックと暗黒の騎士）（湖之貴婦人妮姆薇、艾咪·蘿絲）
- 櫻桃小丸子DS 小丸子的市鎮（土橋年子）
- 時空幻境 世界傳奇 閃耀神話（藤林鈴）
- 時空幻境 決鬥傳奇（日语：テイルズ オブ バーサス）（藤林鈴）[注 2]
- 我的暑假4 瀨戶內少年偵探團「我與秘密地圖」（〈川沼瞑〉）
- 瑪利歐&音速小子 AT 溫哥華奧運（日语：マリオ&ソニック AT バンクーバーオリンピック）（艾咪·蘿絲）[注 1]

2010年
- 白騎士物語 光與闇的覺醒（日语：白騎士物語）
- 音速小子&SEGA 超級巨星大賽車（日语：ソニック&セガ オールスターズ レーシング）（艾咪·蘿絲）
- 音速小子 繽紛色彩（艾咪·蘿絲）[注 3]
- 音速小子自由滑板競速（日语：ソニック フリーライダーズ）（艾咪·蘿絲）
- 幻想傳奇 變裝迷宮X（藤林鈴）

2011年
- Are you Alice?（公爵夫人）
- 音速小子世代（艾咪·蘿絲）[注 4]
- 時空幻境 世界傳奇 閃耀神話3（日语：テイルズ オブ ザ ワールド レディアント マイソロジー3）（藤林鈴）

2012年
- （幼女露露、妖精貝露〈幼女〉[17]）

2013年
- 音速小子失落世界（日语：ソニック ロストワールド）（艾咪·蘿絲）

2014年
- 蠟筆小新：呼風喚雨春日部電影明星！（助之新王子）
- 音速小子&SEGA 超級巨星大賽車：變形（日语：ソニック&オールスターレーシング トランスフォームド）（艾咪·蘿絲）
- 音速小子音爆（日语：ソニックトゥーン）（艾咪·蘿絲）
- 時空幻境 世界傳奇 戰略同盟（日语：テイルズ オブ ザ ワールド タクティクス ユニオン）（藤林鈴[18]）

2015年
- 電波人間的RPGfree（巧克拉）
- 波波羅古洛伊斯牧場物語（日语：ポポロクロイス牧場物語）（柯妮[19]）

2017年
- 音速小子 武力（艾咪·蘿絲）

2019年
- 音速小子 搭檔組隊大賽車（艾咪·蘿絲）
- 時空幻境 鏡光傳奇 Mirrage Prison（日语：テイルズ オブ ザ レイズ）（藤林鈴）

### 廣播劇CD
- Are you Alice? 系列（公爵夫人）
- 角川卡式錄音帶書 幸運騎士（日语：フォーチュン・クエスト） ～～（露咪）
- 白色的明天在等著我們！火箭隊（日语：白い明日だ!ロケット団）（蒙多的百變怪）
- 抓狂徵信社STRANGE+ THE DRAMA CD（日语：ストレンジ・プラス）（特洛西）
  - 抓狂徵信社STRANGE+ THE DRAMA CD2「DEEP SEEKER」（特洛西）
- 太陽少女印加（日语：太陽の少女インカちゃん）（小須田梨香）
- 停電少女和羽蟲的管弦樂 停電刀匣（水虎）
- 時空幻境 幻想傳奇 -太陽之章-（藤林鈴）
  - 時空幻境 幻想傳奇 -月亮之章-（藤林鈴）
- 伯爵凱恩（日语：伯爵カインシリーズ）（瑪莉韋瑟·哈格里維斯）
- 星之卡比 有聲CD漫畫（卡比）
- 天使禁獵區 物質（アッシャー）界篇3 迷走輪廻（リーインカーネーション·ナウ）（梅塔特隆）
- 女棒甲子園 CD廣播劇 燃燒對決！赤裸裸的9人（毛利寧寧[20]）
- 粉紅色姊妹（日语：ももいろシスターズ）2 （倉方美穗）
  - 粉紅色姊妹2 （倉方美穗）
- Wand of Fortune（日语：ワンド オブ フォーチュン） 廣播劇CD ～～（幼女露露）
  - Wand of Fortune2 FD ～君捧～ 廣播劇CD（幼女露露、妖精貝露）[21]

### 外語配音

#### 演員
歐森姊妹
- 歐森姊妹之巴黎假期（英语：Passport to Paris）（艾麗森·“艾莉”·波特）[注 5]
- 歡樂滿屋（蜜雪兒·伊莉莎白·坦那）
- Two of a Kind（英语：Two of a Kind (U.S. TV series)）（艾希莉·伯克）[注 5]

#### 電影
- 忍者小英雄4（英语：3 Ninjas: High Noon at Mega Mountain）（邁克爾·“湯姆-湯姆”·道格拉斯〈詹姆斯·保羅·羅斯克二世〉）
- 第六日（克拉拉·吉普森〈泰勒·里德〉）※日本電視台版。
- 異形2（蕾貝卡·“紐特”·喬丹〈凱莉·海恩〉）※劇院公映、VHS、舊DVD版。
- 安妮皇室歷險記（英语：Annie: A Royal Adventure!）（漢娜娜〈艾蜜莉·安·洛伊德（英语：Emily Ann Lloyd）〉）
- 火線交錯（黛比·瓊斯〈艾麗·范寧〉）
- 我家也有貝多芬（英语：Beethoven (film)）（愛蜜莉·紐頓〈莎拉·蘿絲·卡爾（英语：Sarah Rose Karr）〉）※日本電視台版。
- 我家也有貝多芬2（英语：Beethoven's 2nd (film)）（愛蜜莉·紐頓〈莎拉·蘿絲·卡爾〉）※日本電視台版。
- 靈異總動員（英语：Bless the Child）（科迪·奧康納〈荷莉斯頓·考曼（英语：Holliston Coleman）〉）
- BJ的單身日記（約德）
- 戰地有心人（英语：Charlotte Gray (film)）（雅各伯）
- 清水灣的孩子（英语：The Children of the Marshland）（幼年時期的克里克里）
- 第三類接觸（Barry Guiler〈Cary Guffey〉）※朝日電視台新錄製版。
- 長江7號
- 鬼水（英语：Dark Water）（Natasha Rimsky〈Perla Haney-Jardine〉）
- 沉默生機（英语：Don't Say a Word）（Jessie Conrad〈Skye McCole Bartusiak〉）※朝日電視台版。
- 妙婿向錢衝（英语：Easy Money (1983 film)）（Belinda Capuletti〈Lili Haydn〉）※東京電視台版。
- 戰火遺孤（英语：Edges of the Lord）（Tolo〈Liam Hess〉）
- 追情殺手（英语：Enough (film)）（Gracie Hiller〈Tessa Allen〉）※DVD版。
- 怒火風暴（Adele Foster-Trevino〈Joey Hope Singer〉）※朝日電視台版。
- 扭轉奇蹟（安妮·坎貝爾〈麥肯錫·維加〉）
- 霍元甲（翠）
- 摩登原始人（英语：The Flintstones (film)）（佩絲·弗林史東（英语：Pebbles Flintstone））
- 薑餅人（英语：The Gingerbread Man (film)）（利比·馬格魯德〈梅·惠特曼〉）※電視播出版。
- 危險小天使（英语：The Good Son (film)）（康妮·埃文斯〈奎因·克金〉）
- 亂世佳人（普里斯〈巴特福萊·麥奎因（英语：Butterfly McQueen）〉）※東京電視台版。
- 全民超人（長凳少年〈阿蒂庫斯·沙弗爾〉）
- 殺不死的勇者（5歲時的桑尼·史東）※朝日電視台版。
- 我最好的朋友哈利（英语：Harry, He's Here to Help）（莎拉〈羅利·卡米納塔〉）
- 希弗和希索（芬蘭語：Heinähattu ja Vilttitossu (elokuva)）（維爾蒂托蘇〈蒂爾達·基安萊托〉）
- 小鬼當家（布魯克·麥卡利斯特〈安娜·斯洛特基（英语：Anna Slotky）〉）※影碟版、（富勒·麥卡利斯特〈基蘭·克金〉）※富士電視台版[注 6]。
- 小鬼當家2（林妮·麥卡利斯特〈莫琳·伊麗莎白·夏依〉）※影碟版。
- 尼古拉斯的禮物（英语：Nicholas' Gift）（埃莉諾〈海莉·凱特·艾森柏格（英语：Hallie Kate Eisenberg）〉）※NHK-BS2版。
- 真愛告白（英语：Hope Floats）（伯尼斯·普魯特〈梅·惠特曼〉）
- 在心跳中（凱爾）
- 靈異魔咒 ※NHK-BS2版。
- 善意的謊言（英语：Jakob the Liar）（莉娜·克朗斯坦〈漢娜·泰勒-高登（英语：Hannah Taylor-Gordon）〉）
- 誰殺了甘迺迪（維吉尼亞·加里森）※朝日電視台版。
- 森林王子（英语：The Jungle Book (1994 film)） ※機內上映版。
- 國王與我 (1956年電影) ※東京電視台版。
- 小太陽的夢想（英语：Kit Kittredge: An American Girl）（露絲·史密森斯〈麥蒂森·達文波特〉）
- 雷蒙·斯尼奇的不幸歷險（桑妮·波特萊爾）
- 悲慘世界（英语：Les Misérables (1998 film）（小時候的珂賽特〈米米·紐曼〉）
- 奪命總動員（凱特琳·凱恩〈伊芳·齊瑪〉）※影碟版。
- 衝鋒飛車隊續集 ※富士電視台版。
- 無我新生活（英语：My Life Without Me）（帕齊〈肯亞·喬·肯尼迪〉）
- 說不完的故事2 ※影碟版。
- 愛國者遊戲（薩莉·萊恩〈索拉·伯奇〉）※朝日電視台版。
- 五個孩子和鳳凰與魔毯（英语：The Phoenix and the Carpet）（簡）
- 鬼哭神號（卡洛·安·福瑞林〈海瑟·歐羅克〉）※TBS版。
- 鬼哭神號3（英语：Poltergeist III）（卡洛·安·福瑞林〈海瑟·歐羅克〉）※TBS版。
- 悲憐上帝的小女兒（波妮特〈薇朵兒·希維索〉）
- 天才小搗蛋（英语：Problem Child (film)）（露西）
- 天才小搗蛋2（英语：Problem Child 2）（多莉）
- 激情薔薇（英语：Rambling Rose (film)）（沃倫·“沃斯基”·希利爾〈埃文·洛克伍德〉）
- 惡靈古堡3：大滅絕（白皇后〈瑪德琳·卡洛兒〉）※DVD版。
- 真情快遞（英语：The Shipping News (film)）（邦妮）
- 天兆（博·赫斯〈艾碧·貝絲琳〉）※富士電視台版。
- 絕命殺陣（愛咪莉·麥考〈惠特尼·萊特（英语：Whittni Wright）〉）※朝日電視台版。
- 三個奶爸一個妞（英语：Three Men and a Little Lady）（瑪麗·班寧頓〈羅賓·威斯曼（英语：Robin Weisman）〉）※日本電視台版。
- 黑色手銬（英语：Tightrope (film)）（佩妮·布洛克〈珍妮·貝克（英语：Jenny Beck）〉）※朝日電視台版。
- 迫切的任務（英语：True Crime (1999 film)）（凱特·埃弗里特〈法蘭西絲·伊斯威特（英语：Francesca Eastwood）〉）※日本電視台版。
- 龍捲風（幼年時期的喬·哈定）※日本電視台版。
- 準午前十時（大衛·麥高恩〈托馬斯·德克〉）※朝日電視台版。
- 未來水世界（艾諾拉〈蒂娜·米喬里諾（英语：Tina Majorino）〉） ※VHS、DVD、藍光版。
- X戰警2（女孩子）※影碟版。
- 電子情書（安娜貝爾·福克斯〈哈莉·荷里希（英语：Hallee Hirsh）〉）※富士電視台版。

#### 電視影集
- 和我女兒約會的八大守則（英语：8 Simple Rules）（幼稚園時期的布莉姬）
- 4400（幼年時期的伊莎貝爾）
- 聖女魔咒（凱特）
- 納尼亞傳奇（英语：The Chronicles of Narnia (TV serial)）（露西·佩文西）
- 慾望師奶 (第3季)（雪萊）
- 急診室的春天（幼兒時期的瑞秋 等）
- 雞皮疙瘩（英语：Goosebumps (TV series)）（布魯克·羅傑斯）※NHK版。
- 甜蜜芳心（英语：My So-Called Life）（莎朗·切爾斯基〈戴文·奧德薩〉）※NHK版。
- 愛莉絲的秘密生活（英语：The Secret World of Alex Mack）（珍妮）
- 超自然奇遇（英语：So Weird）（勞拉）
- 天賜人生（英语：State of Grace (TV series)）（安妮特）
- 法眼女神探（英语：Sue Thomas: F.B.Eye）（小時候的蘇·托瑪斯）
- 失蹤現場（凱拉）

#### 動畫
- 家有阿貴（幽靈小蘭）
- 阿拉丁（光之精靈）
- 卡提拉克貓（英语：The Catillac Cats）
- 美國鼠譚（英语：Fievel's American Tails）（雅莎·奇韋茲）
- 高飛家族
- 奪寶奇謀（莫妮卡）
- 大力士（英语：Hercules (1998 TV series)）（女孩子）
- 彩虹小馬：友情就是魔法（甜貝兒）
  - 彩虹小馬：魔法公主（甜貝兒）
- 水獺小寶貝（黃油水獺）
- 花生漫畫（莎莉·布朗）
  - 一個叫查理布朗的男孩（英语：A Boy named Charlie Brown）
  - 史努比，回家吧（英语：Snoopy, Come Home）
- 辛普森一家（瑪琦·辛普森〈第2代日語配音〉、妹妹）
- 音速小子 (電影動畫)（艾咪·蘿絲（日语：エミー・ローズ）[22]）

### 布偶劇
- （的母親）
- 遊戲捉迷藏（パッパ）

### 電視節目
- Hello Kitty's樂園PLUS（日语：キティズパラダイス） → Peace（2006年4月 - 2011年3月）－大耳狗喜拿的聲音
- FUNFUNKITTY！（日语：ファンファンキティ!）（2020年4月－）－大耳狗喜拿的聲音

### 廣播節目
- Windy's murmur 川田妙子與田中敦子的Miracle Radio（Windy's murmur公式官網）

### 其它
- （廣告角色）
- 三麗鷗角色「大耳狗喜拿」（大耳狗喜拿）
- Heartcatch 光之美少女！音樂劇秀（希普蕾）
- 怪醫黑傑克（皮諾可）（廣播劇）
- 菲比（菲比的日語配音）[23]

## 腳註

## 外部連結
- （日語）－川田妙子的官方個人網站。
- （日語）－川田妙子的官方個人部落格。
- 川田妙子的X（前Twitter） （日語）